# Temple (métro de Londres)
Pour les articles homonymes, voir Temple (homonymie).

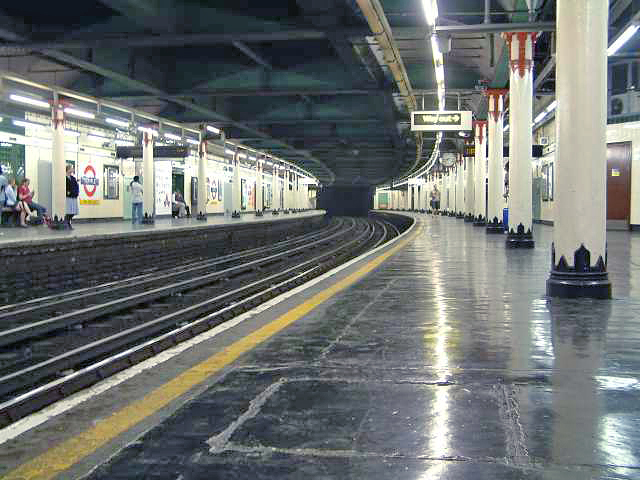
Intérieur de la station Temple

La station Temple (prononcé [ˈtempəl]) du métro de Londres se trouve sur les lignes Circle et District, entre les stations Embankment et Blackfriars, sur la rive nord de la Tamise. Un panneau y précise qu'elle a été inaugurée le 30 mai 1870.
Temple est le seul nom partagé par des stations de métro de Londres et Paris. Celle de Londres comme celle de Paris doivent leur nom aux Templiers, qui occupaient jadis les terrains où ont plus tard été édifiées les stations.
La station de Londres est proche de l'Église du Temple (voir Templiers en Angleterre).